# Meoneura exigua
Meoneura exigua är en tvåvingeart som beskrevs av Collin 1930. Meoneura exigua ingår i släktet Meoneura och familjen kadaverflugor. Inga underarter finns listade i Catalogue of Life.